# Rizzo (Adelsgeschlecht)
Die Familie Rizzo ist ein italienisches Adelsgeschlecht, das ab dem späten 13. Jahrhundert bis heute nachweisbar ist.

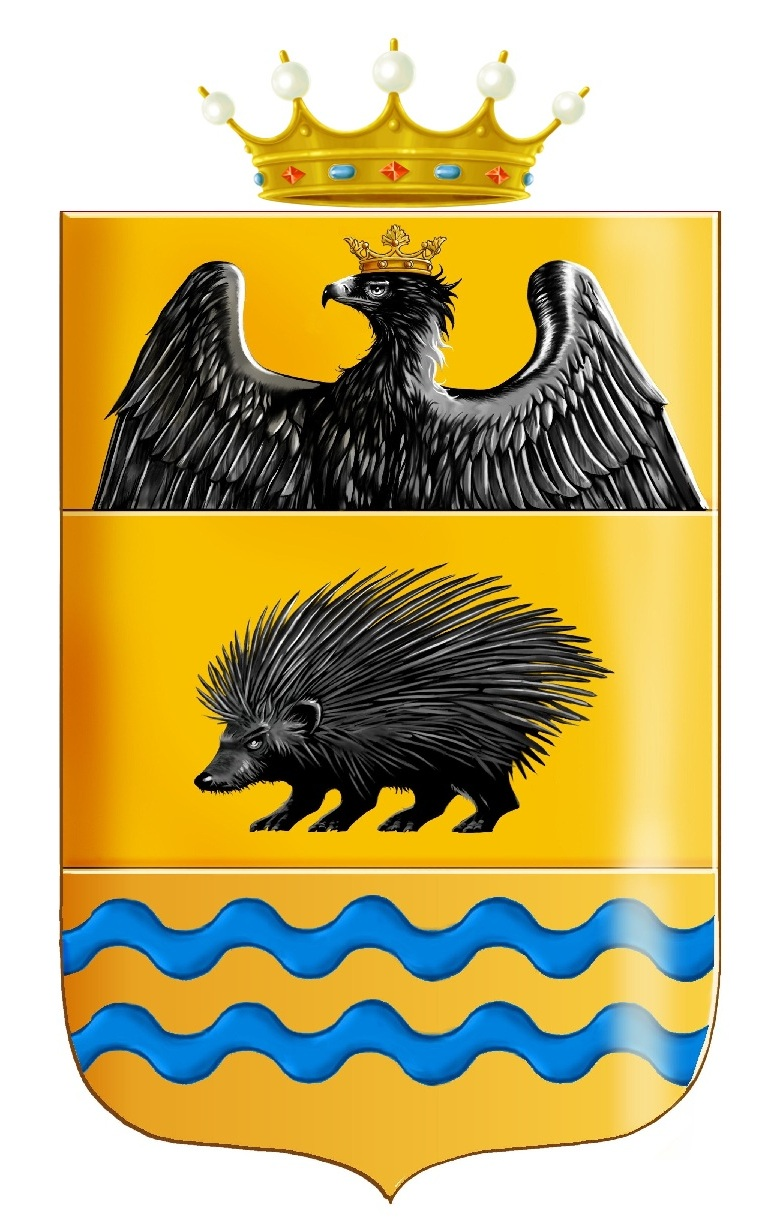
Wappen der Rizzi

## Geschichte
Der Familienname wurde je nach Epoche und Zweig unterschiedlich geschrieben: In der Vergangenheit wurden sie auch Riccio, Ricci oder Ritii genannt. Die einzige überlebende Linie, die Cilento-Linie, änderte den Familiennamen durch königliches Dekret vom 14. Juni 1941 in Rizzo dei Ritii.
Der Überlieferung nach stammt die Familie Rizzo von den römischen Patriziern Ritius ab, die sich nach den Barbareneinfällen an der Amalfiküste niederließen und von denen die neapolitanische (später cilentanische), die molisische, die abruzzische und die sizilianische Linie abstammen. Der Historiker Carlo Padiglione schrieb das Wappen der Trinacria-Linie als alternatives Wappen der neapolitanischen Linie zu. Zur Herkunft der Familie Rizzo gibt es auch andere Hypothesen: Nach den Historikern Carlo De Lellis und Cristoforo Landino stammen sie von der Familie Ricci aus Florenz ab, während sie nach Francesco Alvino aus Amalfi oder Neapel stammen und sich dann in Castellammare di Stabia niedergelassen haben.
Die erste geschichtliche Erwähnung der Familie Rizzo in Kampanien stammt von Giovanni, der zu den Baronen des Principato Citra gehörte, die König Karl I. von Anjou im Jahr 1276 Geld liehen, während die Familie Rizzo vom 14. bis zum Beginn des 20. Jahrhunderts auf Sizilien präsent warten als sie mit der Familie Riolo ausstarben. Die Familie Rizzo von Piacenza soll ebenfalls von der Hauptlinie des Geschlechts abstammen.
Die Familie war unter den Herrschern der Anjou und Aragonesen sehr aktiv und bekleidete wichtige Ämter in der Magistratur und in der Armee, die mit der Verleihung von Lehen und Privilegien einhergingen, wie Seggi di Forcella (1444) und Nido (1501) der Sedili di Napoli. Als die Familie zu Beginn des 18. Jahrhunderts Neapel verließ und sich dauerhaft im Cilento niederließ verlor sie jedoch Würden des Patriziats.

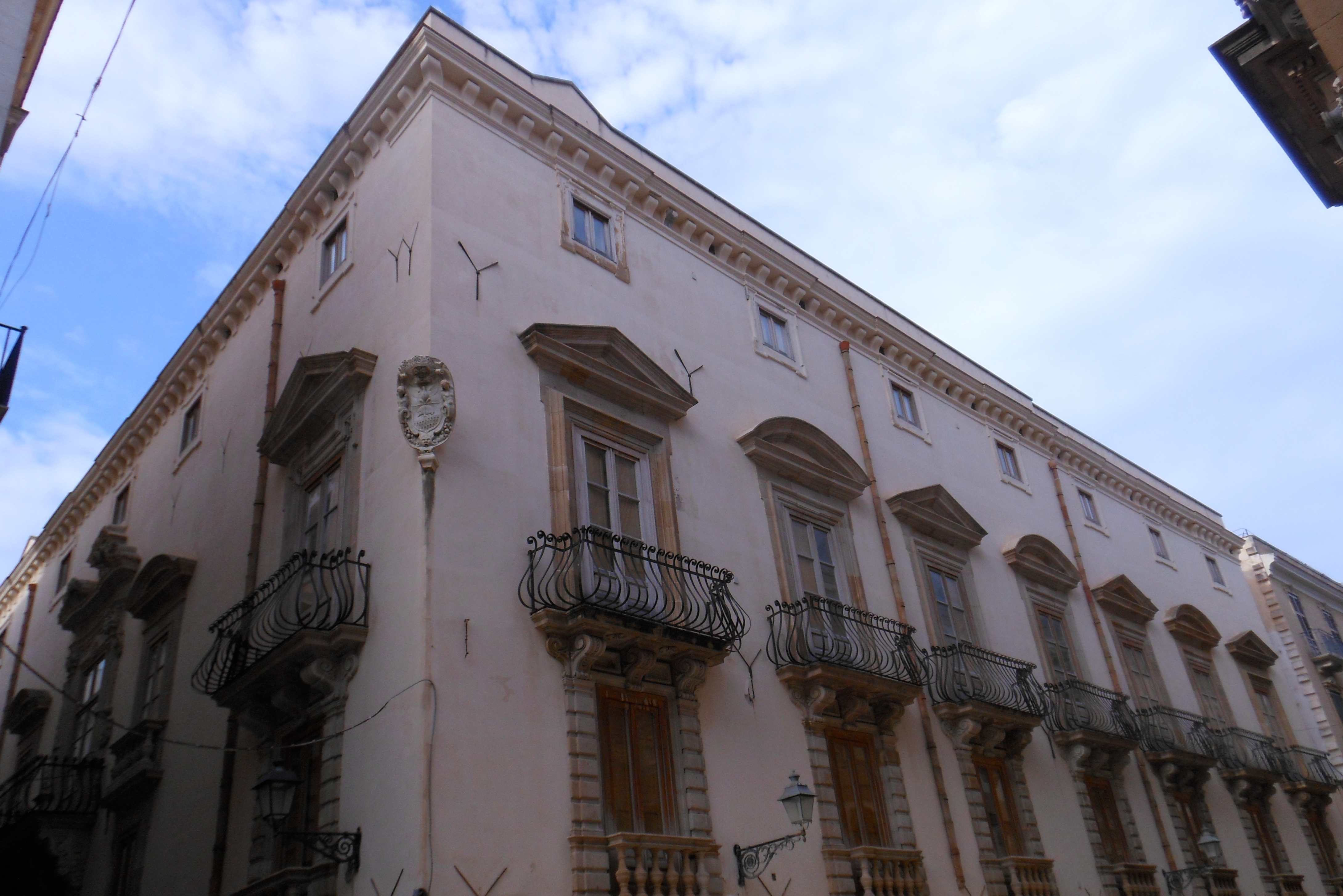
Palazzo Riccio in San Gioacchino, Trapani

Ein Zweig der Familie ließ sich 1321 mit Sergio Riccio in Sizilien nieder, der dort als Visitator der Festungen des Königreichs eintraf. Nachdem sich die Familie in Sizilien niedergelassen hatte, verbreitete sie sich über Catania, Messina (hier ist die Baronie Merì zu erwähnen), Palermo und Trapani. In Trapani zeichnete er sich durch die wichtigsten Ämter aus, die er dort bekleidete. Er besaß die Baronien der Inseln Arcudaci, Favignana, Levanzo, Marettimo, San Gioacchino und Sant‘Anna.
Ein anderer Zweig, der mit Marchesi im Familiennamen, kam mit Don Luigi, von Don Michele und Donna Beatrice Caracciolo-Pisquizi di Castelfranco, nach Felitto (Salerno), der von der Fürstin Enrichetta Sanseverino Carafa di San Lorenzo, Herzogin von Laurino und Herrin von Felitto, eine große Geldsumme erhalten sollte und ihm das Dorf übertrug, damit er mit den Einkünften des Dorfes ihre Schulden begleichen konnte. Luigi gründete dort mit Donna Marianna De Insola eine Familie und zog später nach Castel San Lorenzo. Leonardo, Sohn von Francesco und Donna Rosa Ciardulli von den Baronen von Laurino, wurde 1640 in Felitto geboren und war königlicher Notar am Kollegium von Neapel. Er heiratete Donna Vittoria Pepoli von den Baronen von San Giovanni, mit der er Don Francesco, einen Anwalt in Neapel, und den Arzt Don Rosario hatte. In zweiter Ehe heiratete er die Adelige Caterina Roselli, mit der er einen Sohn hatte, den Jesuitenpater Gaetano. Nachdem er sich nach Neapel zurückgezogen hatte, war er ein berühmter Jurist im Obersten Senat und gründete die „Prattica Civile del Foro“, das „Sindacato degli officiali di giustizia“. Er war auch der Herausgeber der „Aggiunte alle prattiche civili e criminali“ (dt. Ergänzungen zu den zivilen und strafrechtlichen Praktiken) von Carlantonio di Rosa und Sarno sowie das „Direttorio delle Università e del Sindacato“ (dt. Verzeichnis der Universitäten und des Syndikats von Cervellino) sowie weiterer unveröffentlichter Werke, darunter die „Prattica criminale“ (dt. Strafpraxis) und ein „Trattato de Foro“ (dt. Abhandlung über die Gerichte). Dieser Zweig wird derzeit durch Vererbung von Acc. Cav. Don Simone Franco Benito Nigro-Senescente,  XII. Marchese Riccio vertreten.

## Verwandtschaft
Die Familie Rizzo schloss Ehen mit den führenden Adelsfamilien Süditaliens, wie d‘Alessandro, Billotta, Brancaccio, Caldora, Capece Aprano, Caracciolo, Carafa, Carbone, Carmignano, Correale, Domini Martini, Fontanarosa, Franchi, Galeota, Galluccio, de Liguoro, Longo, Macedonio, Niglio, Pandone, Saraceno, Seripando, del Tufo, Zurlo und in jüngster Zeit mit der amerikanischen Reederfamilie Shewan

## Wappen und Motto
Untersuchungen der Gräber in der Kathedrale von Amalfi haben ergeben, dass das ursprüngliche Wappen mit 1. Silber mit einem schwarzen natürlichen Igel und 2. drei schwarze Bänder mit Gegenborten, dem ursprünglichen Wappen der Familie Rizzo aus Sizilien sehr ähnlich war. Der habsburgische Kaiser Friedrich III. belohnte die Familie Rizzo am 24. Dezember 1454 für ihre Verdienste, indem er die Zusammensetzung des Wappens festlegte: in einem feld verschachtelt, 1. ein gekrönter schwarzer Adler mit gesenkten Flügel auf Gold, 2. ein schwarzer Igel auf Gold; 3. zwei gewellte azurblaue Bänder auf Gold, mit einem schwarzen goldgekrönten Adler als Helmzier und einer Helmdecke aus Gold, Schwarz und Azur.
Das Familienmotto, das Ovids Metamorphosen entnommen ist, ist der lateinische Ausdruck meliora latent, was übersetzt bedeutet, dass die besten Dinge im Verborgenen liegen, und soll eine Hommage an die Kunst sein, die Wahrheiten hinter den Äußerlichkeiten zu entdecken.

## Lehen
Unter den zahlreichen Lehen und damit verbundenen Adelstiteln, die die Familie in der Vergangenheit innehatte, sind zu nennen:
- Markgrafschaften: Castrovetere (1648) auf dem Gebiet von Castelvecchio, mit dem Titel eines Marchese im Nachnamen (ab 27. Juni 1770),[27][28][17]
- Grafschaften: Buccino und Cariati, sowie der Titel eines Pfalzgrafen;
- Baronien: Camposano, Colli[29]  (1530 von Giovanni Luigi Rizzo von Federico Pandone, Baron von Cerro al Volturno, gekauft und am 22. Mai 1570 von Ottavio Rizzo an den Adligen Carlo Greco verkauft[30]), Contursi, Finocchito, Oratino, Pietraferrazzana[31], Postiglione[32], Rocchetta[30], Santo Stefano[30], Tortorella, Trentola[33] und Trentinara[30];
- Signorie: Badia di San Vincenzo al Volturno[34], Bojano[35], Castelpizzuto[30], Giugliano[30], Grottolella/Grotta Castagnara[30], Latronico, Polignano, Roccamandolfi[36] und Trecchina;
- Patriziat: neapolitanisches Patriziat der Seggi di Forcella und Nilo dei Sedili di Napoli, reserviert für männliche Mitglieder;
- Nobile: Nobile (des Königreichs Italien), der männlichen und weiblichen Mitgliedern der einzigen überlebenden Linie vorbehalten ist.

## Werke
Während der Hauptpalast der Familie im ehemaligen Seggio di Nido in Neapel nicht mehr existiert, sind in verschiedenen Kirchen der kampanischen Hauptstadt zahlreiche Grabmäler von Familienmitgliedern und Grabdenkmäler berühmter Künstler erhalten. Zu nennen sind unter anderem die Basiliken San Domenico Maggiore, Sant’Anna dei Lombardi, Santa Chiara, Santa Maria della Stella und Santa Maria la Nova, in denen sich die Gräber berühmter Mitglieder der Familie befinden. Schließlich sind noch die Rizzo-Kapelle in der Basilika San Nicola in Bari und der Palazzo Riccio in Torchiara zu erwähnen.

## Wichtigste Mitglieder

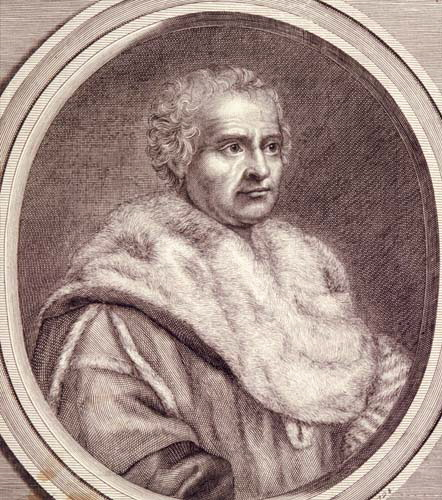
Michele Riccio war das berühmteste Familienmitglied

- Nicola Rizzo, Arzt und Philosoph um 1479, Sohn von Francesco;
- Giovanni Sebastiano Rizzo, Baron und Rechtsexperte;
- Giovanni Luigi Rizzo, Baron, Kapitän von König Philipp II. von Spanien;
- Giuseppe Rizzo, Kaplan der Tesoro di San Gennaro, lebte um 1645;
- Giovanni Luigi Rizzo, Rechtsgelehrter, Kanoniker der Kathedrale von Neapel, Berater der Congregazione dell'Ordinario und ab 1627 Bischof von Vico Equense;
- Emanuele, Giuseppe und Ottavio Rizzo, Ritter des Johanniterordens;
- Uberto Rizzo, Kämmerer der Königin Johanna I. von Anjou, von der er das Castello delle Franche erhielt. Er zog von Neapel nach Castellammare di Stabia und wurde Patrizier;[7];
- Baldovino und Uberto Rizzo, jeweils königlicher Ratsherr und oberster Scharfrichter, Söhne des vorgenannten Uberto;
- Pietro Rizzo, Conte di Buccino, Seneschall und Vizekönig der Abruzzen;
- Francesco Rizzo, Zollverwalter und königlicher Schatzmeister von Castellammare di Stabia und Neapel;
- Michele Rizzo, Pfalzgraf, Berater von König Alfons V. von Aragón, Präsident des Heiligen Königlichen Rates, Leutnant des Großkämmerers und Verwalter des königlichen Vermögens und der Siegel des Großen Hofes des Vikariats, Sohn des vorgenannten Francesco. Er erhielt die Erlaubnis, den kaiserlichen Adler in das Familienwappen aufzunehmen;
- Nicolò Riccio, Gelehrter und Wappenträger, Sohn des oben genannten Francesco;
- Michele Riccio, Rechtsgelehrter und Botschafter, das berühmteste Mitglied der Familie, Sohn des oben genannten Nicolò[37];
- Giannotto Riccio, Condottiero und Oberst;
- Giacomo Rizzo, Hauptmann von Alfons V. von Aragòn;
- Antonio Rizzo, Erzbischof von Reggio Calabria;
- Angelo Rizzo, Ratsherr und Präsident des Heiligen Königlichen Rates;
- Giuliano Rizzo, königlicher Schatzmeister und Präsident der Regia Camera della Sommaria;
- Nicola Rizzo, Hauptmann von René d‘Anjou-Valois;
- Andrea Rizzo, Philosoph, Bischof von Telese und Berater von König Karl VIII. von Frankreich;
- Girolamo Rizzo, ebenfalls Philosoph und Berater von König Karl VIII. von Frankreich.